# Andami (inslagkrater)
Andami is een inslagkrater op Venus. Andami werd in 1991 genoemd naar de Iraanse arts en bacterioloog Azar Andami (1926-1984).
De krater heeft een diameter van 28,9 kilometer en bevindt zich in het quadrangle Alpha Regio (V-32).